# Fitzhugh Lee
No debe confundirse con William Henry Fitzhugh Lee
Fitzhugh Lee (19 de noviembre de 1835-28 de abril de 1905) fue un general de caballería confederado en la guerra civil estadounidense, el 40.º Gobernador de Virginia, diplomático y general del Ejército de los Estados Unidos en la guerra hispanoamericana. Era hijo de Sydney Smith Lee, capitán de la Armada de los Estados Confederados, y sobrino del general Robert E. Lee.

## Primeros años
Lee nació en Clermont, en el condado de Fairfax, Virginia. Era nieto de "Harry Caballo Ligero" Lee, sobrino de Robert E. Lee y Samuel Cooper, y primo de George Washington Custis Lee, W.H.F. "Rooney" Lee, y Robert E. Lee, Jr.. Su padre, Sydney Smith Lee, sirvió a las órdenes del comodoro Perry en aguas japonesas y alcanzó el grado de capitán; su madre, Anna Maria Mason Lee, era nieta de George Mason y hermana de James Murray Mason.
Tras graduarse en la Academia Militar de los Estados Unidos en 1856, Lee fue comisionado como subteniente en el 2.º Regimiento de Caballería (más tarde rebautizado como 5.º Regimiento de Caballería), que estaba al mando del coronel Albert Sidney Johnston, y en el que su tío, Robert E. Lee, era teniente coronel. Como subalterno de caballería, se distinguió por su gallarda conducta en acciones contra los comanches en Texas, y fue gravemente herido en un combate en Nescutunga, Texas, en mayo de 1859. En mayo de 1860, fue nombrado instructor de tácticas de caballería en West Point, pero renunció a su cargo tras la secesión de Virginia.

## Guerra civil estadounidense
Lee se alistó en el Ejército de los Estados Confederados como teniente de caballería y sirvió al principio como oficial de Estado Mayor del general de brigada Richard Stoddert Ewell en la primera batalla de Manassas. Fue ascendido a teniente coronel del 1.º de Caballería de Virginia en septiembre de 1861, sirviendo a las órdenes del coronel James Ewell Brown "J.E.B." Stuart. Lee se convirtió en coronel del regimiento en marzo de 1862 y fue ascendido a general de brigada el 24 de julio de 1862. Durante la Campaña de Virginia del Norte, Lee adquirió notoriedad al llegar tarde a una concentración de caballería, lo que permitió a la caballería federal asaltar el cuartel general de Stuart y capturar su famoso sombrero de plumas y su capa. Sin embargo, durante la subsiguiente incursión confederada en Catlett's Station, capturó la tienda del cuartel general y el uniforme de gala del mayor general de la Unión John Pope. Lee dio el abrigo de Pope a Stuart como compensación por el sombrero que había perdido.
Lee tuvo una buena actuación en la Campaña de Maryland de 1862, cubriendo la retirada de la infantería confederada de South Mountain, retrasando el avance del Ejército de la Unión hacia Sharpsburg, Maryland, antes de la batalla de Sharpsburg en torno a Antietam Creek, y cubriendo el recruce de su ejército del río Potomac hacia Virginia. La caballería de Stuart realizó su segundo recorrido alrededor del Ejército de la Unión en la Incursión de Chambersburg antes de regresar a tiempo para proteger el movimiento de Robert E. Lee hacia Fredericksburg, donde la caballería defendió el extremo derecho de la línea confederada. Fitzhugh Lee dirigió la acción de caballería de Kelly's Ford (17 de marzo de 1863) con habilidad y éxito, donde sus 400 soldados capturaron a 150 hombres y caballos con una pérdida de sólo 14 hombres. En la batalla de Chancellorsville, en mayo de 1863, el reconocimiento de Lee descubrió que el flanco derecho del Ejército de la Unión estaba "en el aire", lo que permitió el exitoso ataque de flanqueo del mayor general Thomas Jonathan "Stonewall" Jackson, un movimiento dirigido por la caballería de Lee.
Después de Chancellorsville, Lee fue incapacitado por un reumatismo inflamatorio, perdiéndose un mes de acción, que incluyó las importantes operaciones de caballería en la batalla de Brandy Station. Se recuperó a tiempo para liderar una brigada en la tercera cabalgata de Jeb Stuart alrededor del Ejército de la Unión, en los primeros días de la Campaña de Gettysburg, siendo su contribución más significativa en la batalla de Carlisle. Durante la batalla de Gettysburg, su brigada luchó sin éxito en la acción del Campo de Caballería del Este. El informe de Stuart no destacó a ningún oficial de su mando, excepto a Fitz Lee, de quien dijo que era "uno de los mejores líderes de caballería del continente, y con derecho a ser promovido". Durante la retirada de Gettysburg, la brigada de Lee mantuvo los vados de Shepherdstown para evitar que el ejército de la Unión cruzara el río Potomac. Lee fue ascendido a general de división el 3 de agosto de 1863, y continuó sirviendo bajo el mando del mayor general Stuart, a pesar de que éste no recibió el ascenso tras su cuestionable conducta en la campaña de Gettysburg. Mientras su tío maniobraba para que el Ejército de Virginia del Norte regresara al centro de Virginia, la división de Lee lanzó una exitosa emboscada a la caballería de la Unión en la batalla de Buckland Mills ese otoño.
En la Campaña Overland de la primavera siguiente, Lee fue empleado constantemente como comandante de división a las órdenes de Stuart. Después de la batalla de Wilderness, la división de caballería de Lee desempeñó un papel fundamental en la obstaculización del Ejército de la Unión en su carrera hacia la batalla de Spotsylvania Court House. Durante la lucha en Spotsylvania, el general Stuart fue separado del ejército con el propósito de frustrar la incursión del comandante de caballería de la Unión, Phillip Sheridan, en Richmond, por lo que se llevó consigo la división de Fitzhugh Lee. La misión terminó con la herida mortal del general Stuart en la batalla de Yellow Tavern y la incapacidad de Lee para romper la defensa de las tropas de color de los Estados Unidos en Fort Pocahontas en el condado de Charles City y en Fort Powhatan en el condado de Prince George. Después de la muerte de Stuart, Lee sirvió bajo el mando del mayor general Wade Hampton. Hampton, que había sido compañero de Lee durante gran parte de la guerra, fue promovido para sustituir a Stuart debido a su antigüedad y mayor nivel de experiencia; algunos observadores de la época esperaban cínicamente que el sobrino de Robert E. Lee recibiera el mando.
En la batalla de Trevilian Station, la caballería de Hampton impidió que la caballería del general Sheridan ayudara a la fuerza del general David Hunter en el oeste de Virginia, donde seguramente habría infligido grandes daños a las líneas de suministro y comunicación del general Robert E. Lee. La batalla también sirvió para bloquear el movimiento del teniente general Jubal A. Early desde Richmond para ayudar a Lynchburg, que Hunter iba a asediar. El cuerpo de caballería de Hampton acompañó el regreso de Sheridan a Petersburg.
Posteriormente, Lee se unió a Early en su campaña contra el mayor general Philip Sheridan en el valle de Shenandoah, y en la tercera batalla de Winchester (19 de septiembre de 1864) le dispararon a tres caballos y resultó gravemente herido. Cuando el general Hampton fue enviado a ayudar al general Joseph E. Johnston en Carolina del Norte, el mando de toda la caballería de Robert E. Lee recayó en Fitzhugh Lee el 29 de marzo de 1865, pero la rendición en Appomattox siguió rápidamente a la apertura de la campaña. El propio Fitzhugh Lee dirigió la última carga de los confederados el 9 de abril de ese año en Farmville, Virginia.

## Vida posterior

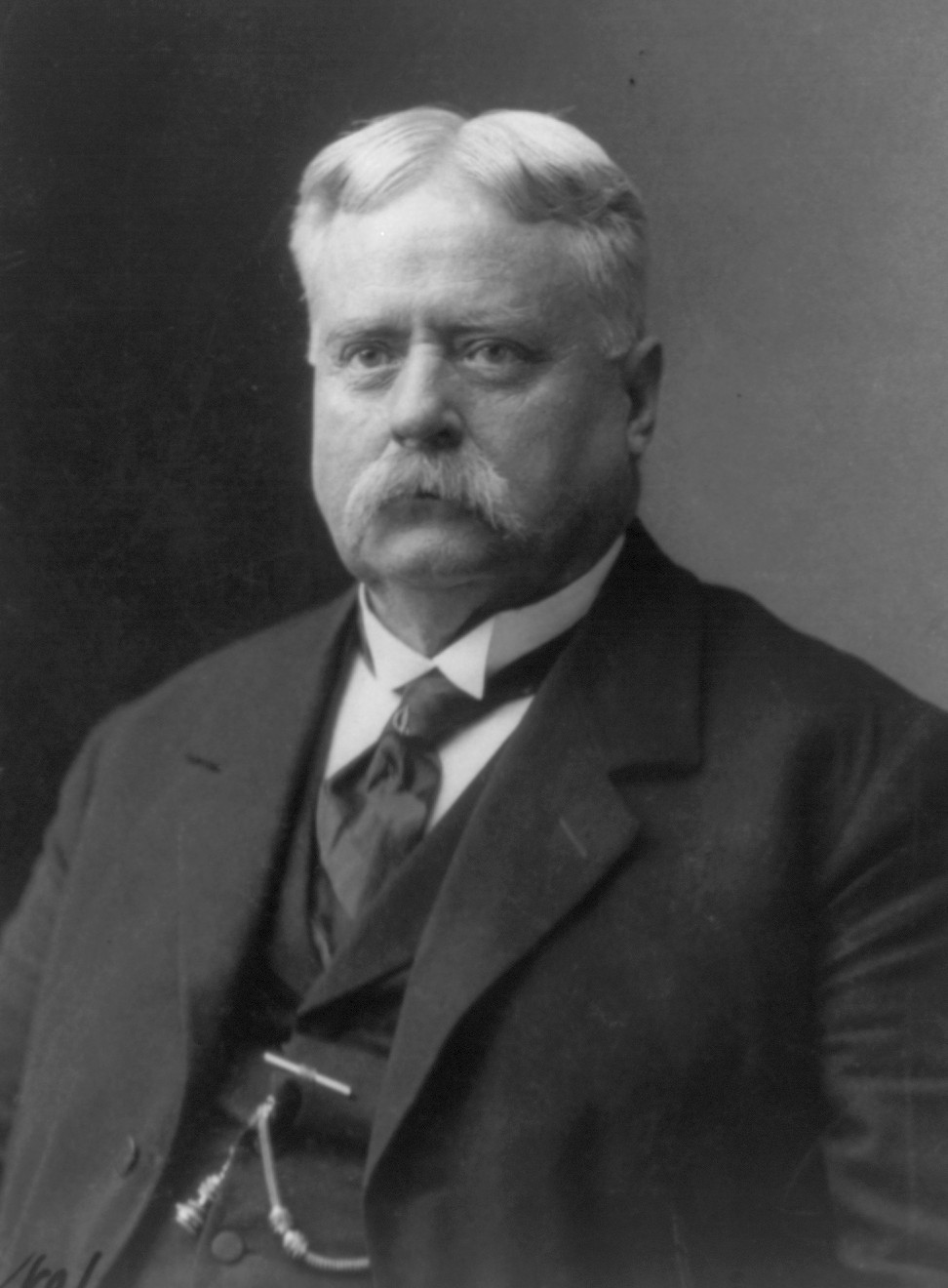
Lee como gobernador de Virginia

Después de la guerra, Lee se dedicó a la agricultura en el condado de Stafford, Virginia, y se destacó en sus esfuerzos por reconciliar al pueblo sureño con el tema de la guerra, que él consideraba una solución definitiva de las heridas de la guerra. En 1875, asistió al centenario de la batalla de Bunker Hill en Boston y pronunció un notable discurso. En 1885, fue miembro de la junta de visitantes de West Point, y de 1886 a 1890 fue gobernador de Virginia tras haber derrotado en 1885 al republicano John Sergeant Wise con el 52,77% de los votos.
Lee comandó la tercera división en los dos desfiles inaugurales del presidente Grover Cleveland en 1885 y 1893.
En abril de 1896, Lee fue nombrado cónsul general en La Habana por el presidente Cleveland, con funciones de carácter diplomático y militar añadidas a los asuntos consulares habituales. En este puesto (en el que fue retenido por el presidente William McKinley hasta 1898) fue llamado desde el principio a lidiar con una situación de gran dificultad, que culminó con la destrucción del buque de guerra USS Maine. Al declararse la guerra entre España y los Estados Unidos, se reincorporó al ejército.
Fue uno de los cuatro ex oficiales generales confederados que fueron nombrados generales de división de los Voluntarios de los Estados Unidos (los otros fueron Matthew Butler, Joseph Wheeler y Thomas L. Rosser). Fitzhugh Lee comandó el 7.º Cuerpo de Ejército, pero no participó en las operaciones reales en Cuba. Fue gobernador militar de La Habana y Pinar del Río en 1899, posteriormente comandó el Departamento del Misuri, y se retiró en 1901 como general de brigada del Ejército de los Estados Unidos.
Lee fue uno de los primeros líderes del comité para la Exposición de Jamestown, que se celebraría tras su muerte en Sewell's Point, en Hampton Roads, en 1907. Lee murió en Washington D. C., y está enterrado en el cementerio de Hollywood, Richmond, Virginia.
Lee escribió el artículo sobre Robert E. Lee en la serie Great Commanders (1894), General Lee, a wartime biography (1894), y Cuba's Struggle Against Spain (1899).